# عبدالله مزاری
عبدالله مزاری (انگلیسی: Abdullah Mazari؛ زادهٔ ۱ ژانویهٔ ۱۹۸۷) بازیکن کریکت اهل افغانستان است.